# Igreja de São Pedro (Sertã)

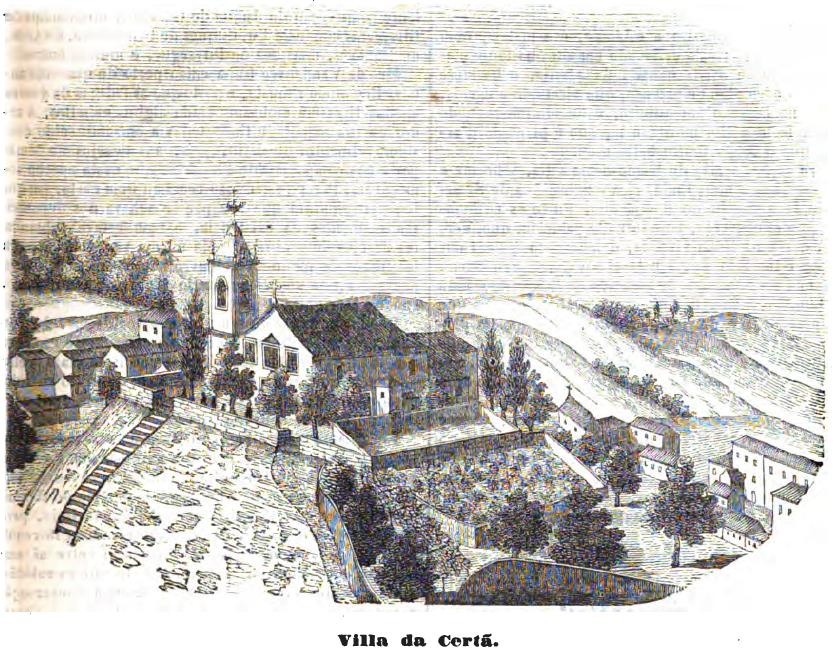
Igreja Matriz da Sertã (1852).

A Igreja de São Pedro, também referida como Igreja Matriz da Sertã ou Igreja Paroquial da Sertã, localiza-se na freguesia e município da Sertã, distrito de Castelo Branco, em Portugal.
Encontra-se classificada como Imóvel de Interesse Público desde 1974.
O construtor quatrocentista está documentado por inscrição: João Anes Pedro de Ourém, cujas obras continuaram no séc. 16. 
A igreja é de planta composta por três rectângulos justapostos: naves, capela-mor e camarim do retábulo; sacristia e capelas laterais de planta rectangular adossados à capela-mor e naves; torre sineira de planta quadrada adossada à fachada.
Na fachada  principal há um portal de lintel recto com entablamento encimado por janelão rematado por frontão angular e por 2 janelas rematadas por friso saliente; empena angular com cornija.
As três naves do interior são separadas por 4 arcos formeiros quebrados assentes em pilares cruciformes. 
Arco triunfal de volta perfeira. 
Cobertura das naves: 3 tectos tripartidos em madeira com caixotões pintados; cobertura da capela-mor: abóbada de berço com caixotões. 
Panos murários revestidos por painéis de azulejo de tapete de cor azul, branco e amarelo. Retábulos em talha dourada do estilo barroco nacional.
Conserva cadeiral da Colegiada e pintura portuguesa quinhentista.

## História
Substituiu uma outra que ali existira até ao século XV e do qual se conserva uma inscrição de 1442.
O mestre de obras foi João Anes Pedro de Ourém (1404). O pintor-dourados foi Francisco da Rocha (1690). E os entalhadores foram António Gomes (1685-1687); Domingos Nunes (1685-1687).
Em maio de 1951, numa cerimónia religiosa em que a igreja estava sobrelotada, alguém gritou "Fujam que há fogo!" A multidão em pânico tentando sair da igreja provocou 2 mortos e muitos feridos.

## Características
Foi erguida em pedra de granito.
Internamente é dividido em três naves separadas por quatro tramos de arcos góticos, forrada a azulejos.
Em seu acervo destaca-se uma pintura sobre madeira na sacristia, representando São Pedro, da autoria de Vasco Fernandes.